# Royal Holloway

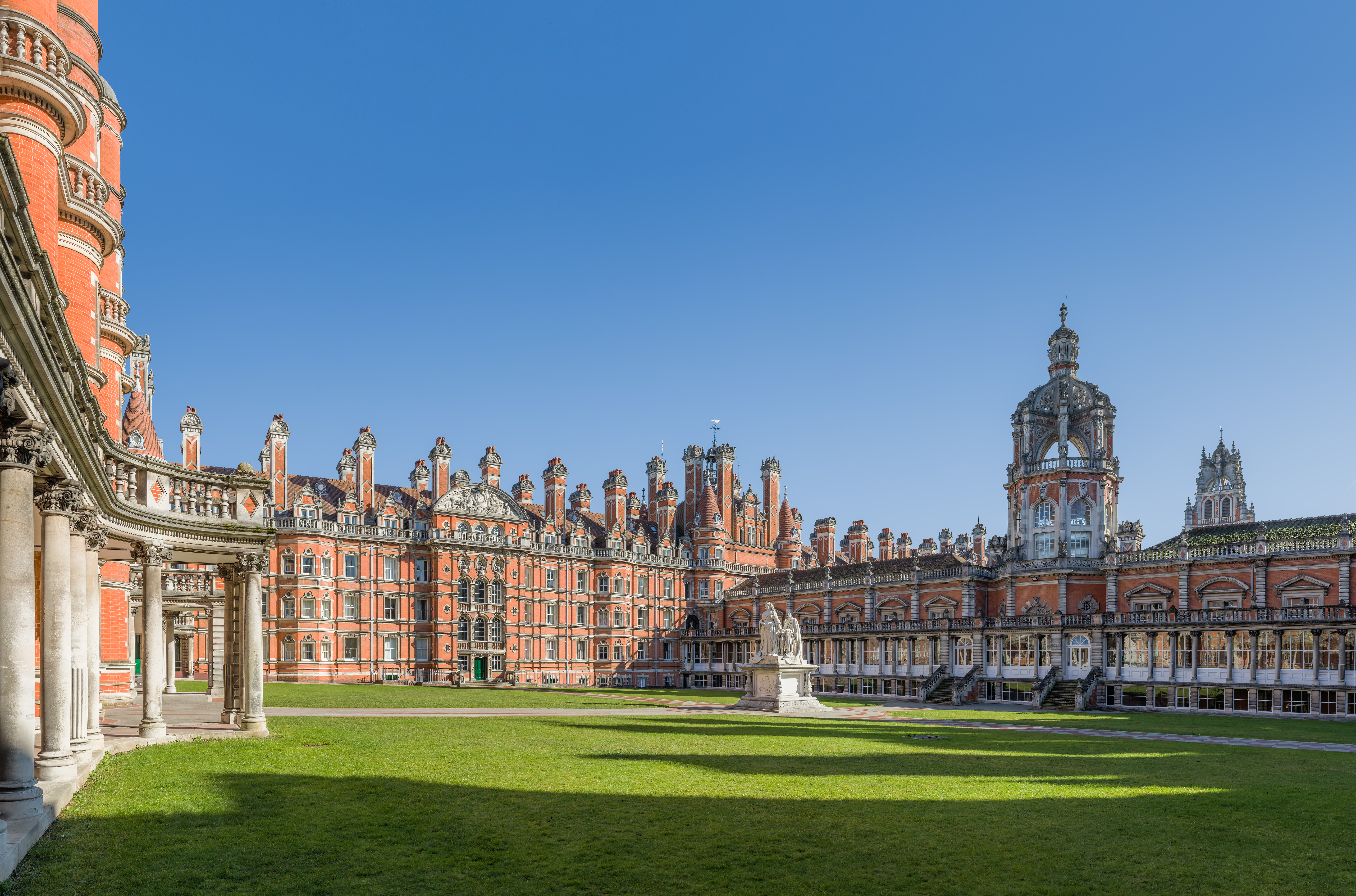
Edifici principal

Royal Holloway és una de les escoles (colleges) que conformen la Universitat de Londres, Anglaterra. La major part de l'escola es troba a Egham, a Surrey. La Royal Holloway va ser fundada el 1879 amb el nom de "Royal Holloway College". Actualment compta amb més de 7.700 alumnes.
El col·legi té tres facultats, 18 departaments acadèmics i uns 9.000 estudiants de pre-grau i Postgrau provinents de més de 100 països diferents. El campus es troba a l'oest de Egham, Surrey, dins dels límits del Gran Londres, tot i que fora de l'autopista M25 i a uns 30 km del centre geogràfic de Londres.
El campus va ser fundat el 1879 per l'empresari victorià i filantrop Thomas Holloway. El Royal Holloway College va ser inaugurat oficialment el 1886 per la reina Victòria com un col·legi de dones. El 1900 va passar a formar part de la Universitat de Londres. El 1945, el col·legi va admetre estudiants masculins de postgrau i en 1965, també estudiants universitaris. El 1985, el Royal Holloway College es va fusionar amb el Bedford College. El col·legi resultant va ser nomenat Royal Holloway i Bedford New College (RHBNC). 
RHC ocupa el lloc 12 en el Regne Unit, 36 a Europa i 102 al món segons el Times Higher Education Ranking de 2013-14. Això col·loca a la Royal Holloway en el top 1% de totes les institucions d'educació superior a tot el món. És particularment forta en Arts i Humanitats. 

## Alumnes famosos
- Catherine Ashton (1956—), alta representant de la Unió Europea per a Afers exteriors i Política de Seguretat;
- Richmal Crompton (1890–1969), escriptora de llibres infantils i de terror;
- Ivy Compton-Burnett (1884-1969), novel·lista;
- Emily Davison (1872-1913), militant sufragista;
- Emma Freud (1962-), presentadora i comentarista cultural en radi i televisió;
- Felicity Lott (1947-), cantant lírica;
- Jeremy Northam (1961-), actor;
- Mark Strong (1963-), actor;
- George Eliot (1819–1880), novel·lista;
- Moussa Ibrahim (1974—), polític libio i portaveu de Gaddafi durant la Guerra de Líbia de 2011;
- Kathleen Lonsdale (1903–1971), cristalógrafa irlandesa;
- Roxanne McKee (1982—), actriu i model;
- Eva Germaine Rimington Taylor (1871–1966), geògrafa i historiadora de la ciència;
- KT Tunstall (1975—), cantaurora;
- Abbás Ajundí (1957-), enginyer i ministre iraco-iranià d'Iran;
- Florence Nightingale David (1909-1993), matemàtica i estadística.